# 杨承志
杨承志（1953年—），女，汉族，江苏如皋人，中华人民共和国政治人物，中国文学艺术界联合会原党组成员、副主席、书记处书记。